# 小坂郵便局 (秋田県)
小坂郵便局（こさかゆうびんきょく）は、秋田県鹿角郡小坂町小坂鉱山にある郵便局。民営化前の分類では集配特定郵便局であった。

## 概要
住所：〒017-0299 秋田県鹿角郡小坂町小坂鉱山字古館17-1
明治時代に入り、小坂鉱山が最盛期を迎え、経営をしていた「藤田組」（現在のDOWAホールディングス）が鉱山従業員のために、住宅や病院、劇場、鉄道、電気、上水道などのインフラ整備を自社で行い、鉱山町を形成。その一環として郵便局を招聘。小坂村中小坂にあった小坂郵便局の廃止から約1年後の1890年（明治23年）、小坂村銀山町に小坂鉱山郵便局が開設され、毛馬内郵便局から集配業務の一部を移管された。
秋田県において当局のような鉱山郵便局を前身とする郵便局は、羽後荒川郵便局や院内銀山郵便局などがある。

## 沿革
- 1884年（明治17年）7月16日 - 小坂郵便局（五等）として開設[2]。
- 1885年（明治18年）10月1日 - 貯金取扱を開始。
- 1889年（明治22年）3月31日 - 廃止[3]。
- 1890年（明治23年）
  - 4月1日- 小坂鉱山郵便局（三等）として再設置[4]。
  - 12月21日 - 為替、貯金取扱を開始。
- 1892年（明治25年）7月1日 - 小為替振出事務取扱を開始[5]。
- 1896年（明治29年）11月16日 - 小包郵便取扱を開始[6]。
- 1900年（明治33年）9月1日 - 小坂鉱山郵便電信局となる[7]。
- 1903年（明治36年）4月1日 - 通信官署官制の施行に伴い小坂鉱山郵便局となる。
- 1906年（明治39年）1月1日 - 小坂郵便局に改称[8]。
- 1913年（大正2年）12月1日 - 鴇郵便局の廃止に伴い、取扱事務を継承[9]。
- 1915年（大正4年）8月11日 - 特設電話加入申込の受理を開始[10]。
- 1916年（大正5年）1月21日 - 電話交換業務および電話加入者の託送電報取扱を開始[11]。
- 1964年（昭和39年） - 局舎新築落成。
- 1974年（昭和49年）8月28日 - 電話交換および和文電報配達業務を小坂電報電話局に移管[12]。
- 2007年（平成19年）10月1日 - 民営化に伴い、併設された郵便事業花輪支店小坂集配センターに一部業務を移管。
- 2012年（平成24年）10月1日 - 日本郵便株式会社の発足に伴い、郵便事業花輪支店小坂集配センターを小坂郵便局に統合。

## 取扱内容
- 郵便、印紙、ゆうパック、チルドゆうパック、内容証明、国際郵便
- 貯金、為替、振替、振込、国債、財形定額貯金
- 生命保険、バイク自賠責保険、がん保険
- ゆうちょ銀行ATM
- 鹿角郡小坂町内の一部地域（〒017-02xx）の集配業務[13]

## 周辺
- 小坂鉱山事務所
- 康楽館
- 天使館
- 小坂町役場
- NTT東日本小坂電話交換所
- 小坂製錬小坂製錬所
- 小坂鉱山
- 小坂町立小坂小学校
- 小坂町立小坂中学校
- 国道282号

## アクセス
- 秋北バス 永楽町停留所下車
- 東北自動車道 小坂ICから北東へ約2km
- 駐車場あり：4台